# Tilos
Tilos (tiếng Hy Lạp: ?) là một khu tự quản ở vùng Nam Egeo, Hy Lạp. Khu tự quản Tilos có diện tích 65 km², dân số theo điều tra ngày 18 tháng 3 năm 2001 là 521 người.